# Bułgaria na Letnich Igrzyskach Olimpijskich 1956
Bułgarię na Letnich Igrzyskach Olimpijskich 1956 reprezentowało 44 zawodników.

## Zdobyte medale
| Medal  | Zawodnik | Dyscyplina  | Konkurencja                                    |
| ------ | --- | ----------- | ---------------------------------------------- |
| Złoto  | Nikoła Stanczew | Zapasy      | waga średnia w stylu wolnym (73 – 79 kg)       |
| Srebro | Hussein Mehmedow | Zapasy      | waga ciężka w stylu wolnym (+ 87 kg)           |
| Srebro | Dimityr Dobrew | Zapasy      | waga średnia w stylu klasycznym (73 – 79 kg)   |
| Srebro | Petko Sirakow | Zapasy      | waga półciężka w stylu klasycznym (79 – 87 kg) |
| Brąz   | Josif Josifow Kirił Rakarow Nikoła Kowaczew Stefan Bożkow Manoł Manołow Gawrił Stojanow Dimityr Miłanow Georgi Dimitrow Panajot Panajotow Iwan Kolew Todor Diew Georgi Najdenow Miłczo Nikołow Krum Janew | Piłka nożna | turniej mężczyzn                               |